# Домна Никомедијска
Света Домна Никомедијска је ранохришћанска мученица и светитељка. 
Била је кћи жреца идола на двору цара Максимијана. Прочитавши однекуд Дела светих апостола, она је поверовала у Христа и крстила се, заједно са евнухом Индисом, од епископа Кирила у Никомедији.  
Свети Кирил ју је упутио у женски манастир, где је игуманија била блажена Агатија. Но када је цар почео трагати за њом, Агатија јој је обукла мушко одело и послала је у мушки манастир. У то време, у великом прогону хришћана од стране цара Максимијана страдало је двадесет хиљада хришћана у цркви у Никомидији. Одмах потом по царевој наредби свети Индис, Горгоније и Петар баченису са камењем о врату у море: војвода Зинон, који јавно изобличио цара због идолопоклонства, посечен је; свети Теофил, ђакон епископа Антима, убијен је камењем и стрелама, игуманија Агатија, монахиња Теофила и великаши Доротеј, Мардоније, Мигдоније и Јевтимије, сви погубљени због Христа.  
Једне ноћи Домна је идући морском обалом видела рибаре где бацају мрежу у море. Позвана од рибара да помогне, она им поможе, и Божјим Промислом извукли су у мрежу и три људска тела. Домна је познала светог Индиса, Горгонија и Петра, узела њихова тела и сахранила их по хришћанским обичајима. Када је то дознао цар Максимијан, наредо је да се и она посече. Света Домна је убрзо ухваћена и посечена. 
Српска православна црква слави је 28. децембра по црквеном, а 10. јануара по грегоријанском календару.